# Киро Глигоров
Киро Глигоров (Штип, 3. мај 1917 — Скопље, 1. јануар 2012), учесник Народноослободилачке борбе, друштвено-политички радник СФР Југославије и СР Македоније. У периоду од 1974. до 1978. године обављао је функцију председника Савезне скупштине СФРЈ, а од 1991. до 1999. године функцију првог председника самосталне Републике Македоније.

## Биографија
Рођен је 3. маја 1917. године у Штипу, као Киро Панчев. Потиче из средње имућне породице, отац му је био занатлија, а мајка домаћица. Директор српске основне школе у Штипу, у коју је уписан 1924. године, променио му је име у Ћирило Глигоровић. Основну школу је завршио 1928. године, а гимназију 1936. године у Штипу и Скопљу. Јула 1939. године дипломирао је на Правном факултету у Београду. Име Киро Глигоров добио је 1941. године.
По завршетку студија Киро је кратко време радио као приправник у једној адвокатској канцеларији у Београду. После окупације Краљевине Југославије, априла 1941. године, прешао је у Скопље. Најпре се запослио као правник у „Вардарској банци“, а потом је отворио своју адвокатску канцеларију.

### Други светски рат
Био је ухапшен под сумњом да је комуниста. После пуштања из притвора, активно се укључио у Народноослободилачки покрет и сарађивао са познатим македонским револуционаром и народним херојем Кузманом Јосифовским.
У јесен 1943. године, када је, на иницијативу КПЈ, формиран Антифашистички народноослободилачки комитет (АНОК), Киро Глигоров је постао његов члан. Почетком маја 1944. године постао је секретар Иницијативног одбора за оснивање Антифашистичке скупштине народног ослобођења Македоније (АСНОМ). 
На првом заседању АСНОМ-а, одржаном 2. августа 1944. године у манастиру Прохор Пчињски, изабран је за члана АВНОЈ-а. Исте године, као представник Македоније отпутовао је са Светозаром Вукмановићем Темпом на острво Вис, где се састао са члановима Врховног штаба НОВЈ и Централног комитета КПЈ.
На другом заседању АСНОМ-а, одржаном од 28. до 31. децембра 1944. године у Скопљу, изабран је за члана Председништва АСНОМ-а и повереника за финансије у Председништву АСНОМ-а.

### Социјалистичка Југославија
У социјалистичкој Југославији, (ФНРЈ и СФРЈ), Киро Глигоров је обављао многе одговорне државне и партијске дужности:
- од 1945. до 1947. године био је помоћник Митра Бакића, генералног секретара Владе ФНРЈ
- од 1947. до 1948. је радио у Министарству финансија ФНРЈ, а после хапшења министра финансија Сретена Жујовића, 1948. године, постаје министар финансија и ту функцију обавља до 1952. године
- од 1952. до 1953. године био је помоћник Бориса Кидрича, председника Економског већа Владе ФНРЈ
- од 1953. до 1955. године био је заменик Сергеја Крајгера, директора Савезног завода за економско планирање
- од 1955. до 1963. године био је члан Савезног извршног већа (СИВ), као секретар за општеекономски развој
- 1962. године је изабран за члана Централног комитета СКЈ
- од 1962. до 1967. године био је савезни секретар за финансије
- од 26. јула 1963. године био је задужен од стране СИВ-а за обнову Скопља
- од 1967. до 1969. године био је потпредседник СИВ-а
- 1969. године, на Деветом конгресу СКЈ, изабран је за члана Председништва ЦК СКЈ
- од 1971. до 1972. године био је члан Председништва СФРЈ
- 1972. године, на Десетом конгресу СКЈ, изабран је за члана Председништва ЦК СКЈ
- од 1974. до 1978. године био је председник Савезне скупштине СФРЈ
- од 1978. до 1987. године био је члан Савета федерације
- 1978. године, на Једанаестом конгресу СКЈ, изабран је за члана ЦК СКЈ
- члан Савета народне одбране Председништва СФРЈ
- од јуна 1982. године члан делегације ССРН Македоније у Савезној комисији ССРН Југославије
- 1987. године се пензионисао
- 1989. године се укључио у тим за реформе Анте Марковића, тадашњег председника СИВ-а

### Независна Македонија
Глигоров је први председник Македоније. Функцију је обављао у два мандата, у периоду од 1991. до 1999. године. За председника Македоније изабран је 27. јануара 1991. године (први мандат), и 19. новембар 1994. године (други мандат).
Као председник Македоније у периоду распада Југославије 1991 — 1995. учествовао је на многим међународним конференцијама о Југославији. После првих немира у СФРЈ, захтевао је да се сви македонски војници повуку из ЈНА, а са генералом Благојем Аџићем договорио је мирно повлачење јединица ЈНА из Македоније. 
Дана 3. октобра 1995. године испред хотела „Бристол“ у Скопљу, на њега је извршен неуспели атентат. Био је тешко повређен (изгубио је око). Околности атентата, као и починиоци, до данас су остале непознате.
Киро Глигоров је преминуо у ноћи између 1. и 2. јануара 2012. године у сну, у свом дому у Скопљу. Сахрана је одржана 3. јануара у 13 часова на скопском гробљу Бутел.

## Дела
- „Македонија е сè што имаме“ (2001)
- „Атентат - ден потоа“ (2002)
- „Виорни времиња : “Република Македонија реалност на Балканот“ (2004)
- „Сите југословенски (стопански) реформи“ (2006)

## Одликовања
Киро Глигоров је одликован:
- Орденом југословенске звезде с лентом
- Орденом Републике са златним венцем
- Орденом братства и јединства са златним венцем
- Орденом рада са црвеном звездом

Заједно са Борисом Трајковским је, 2005. године, постао први носилац - Ордена Северне Македоније.